# 552-es busz
Az 552-es jelzésű regionális autóbusz Cegléd, autóbusz-állomás és Nagykőrös, Szabadság tér között közlekedik. A járatot a MÁV Személyszállítási Zrt. üzemelteti.

## Története
A korábbi 2450-es járat 2016. december 11-étől 550-es, 551-es és 552-es jelzéssel közlekedik.

## Megállóhelyei
| 552 (Cegléd, autóbusz-állomás – Nagykőrös, Szabadság tér) | 552 (Cegléd, autóbusz-állomás – Nagykőrös, Szabadság tér) | 552 (Cegléd, autóbusz-állomás – Nagykőrös, Szabadság tér) | 552 (Cegléd, autóbusz-állomás – Nagykőrös, Szabadság tér) | 552 (Cegléd, autóbusz-állomás – Nagykőrös, Szabadság tér) | 552 (Cegléd, autóbusz-állomás – Nagykőrös, Szabadság tér) | 552 (Cegléd, autóbusz-állomás – Nagykőrös, Szabadság tér) | 552 (Cegléd, autóbusz-állomás – Nagykőrös, Szabadság tér) |
| Sorszám (↓)                                               | Sorszám (↓)                                               | Megállóhely                                               | Sorszám (↑)                                               | Sorszám (↑)                                               | Sorszám (↑)                                               | Átszállási kapcsolatok |                                                           |
| --------------------------------------------------------- | --------------------------------------------------------- | --------------------------------------------------------- | --------------------------------------------------------- | --------------------------------------------------------- | --------------------------------------------------------- | --- | --------------------------------------------------------- |
| 0                                                         | ∫                                                         | Cegléd, autóbusz-állomás végállomás                       | 20                                                        | 26                                                        | 9                                                         | 520, 521, 522, 525, 526, 528, 531, 535, 537, 539, 540, 541, 542, 550, 553, 555, 556, 558, 559, 560, 561, 562, 564, 565, 566 1348, 1362, 1376 S50 G50 Z50 IC, sebesvonat, gyorsvonat, expresszvonat |                                                           |
| 1                                                         | ∫                                                         | Cegléd, Gimnázium utca                                    | 19                                                        | 25                                                        | 8                                                         | 520, 521, 522, 524, 525, 526, 528, 531, 535, 537, 539, 540, 541, 542, 550, 553, 555, 556, 557, 558, 559, 560, 561, 562, 564, 565, 566                                                              |                                                           |
| 3                                                         | ∫                                                         | Cegléd, posta                                             | 18                                                        | 24                                                        | 7                                                         | 520, 521, 522, 524, 525, 526, 528, 535, 537, 539, 540, 541, 542, 550, 553, 555, 556, 557, 558, 559, 560, 561, 562, 564, 565, 566 1348, 1362, 1376                                                  |                                                           |
| 5                                                         | ∫                                                         | Cegléd, Síp utca                                          | 17                                                        | 23                                                        | 6                                                         | 550, 555, 556, 557, 558 |                                                           |
| 6                                                         | ∫                                                         | Cegléd, Ruhagyár                                          | 16                                                        | 22                                                        | 5                                                         | 550, 555, 556, 557, 558 |                                                           |
| 8                                                         | ∫                                                         | Cegléd, Vásár tér                                         | 15                                                        | 21                                                        | 4                                                         | 550, 555, 556, 557, 558 |                                                           |
| 9                                                         | ∫                                                         | Cegléd, köztemető                                         | 14                                                        | 20                                                        | ∫                                                         | 550, 555, 556, 557, 558 |                                                           |
| 10                                                        | ∫                                                         | Cegléd, VOLÁNBUSZ telep                                   | 13                                                        | 19                                                        | ∫                                                         | 550, 555, 556, 557, 558 |                                                           |
| 12                                                        | ∫                                                         | Vett út                                                   | 12                                                        | 18                                                        | ∫                                                         | 550, 555, 556, 557, 558 |                                                           |
| 13                                                        | ∫                                                         | 441. sz. általános iskola                                 | 11                                                        | 17                                                        | ∫                                                         | 550, 555 |                                                           |
| 14                                                        | ∫                                                         | Kapás dűlő                                                | 10                                                        | 16                                                        | ∫                                                         | 550, 555 |                                                           |
| 15                                                        | ∫                                                         | Hargita dűlő                                              | 9                                                         | 15                                                        | ∫                                                         | 550, 555 |                                                           |
| 17                                                        | ∫                                                         | Nyársapáti elágazás                                       | ∫                                                         | 14                                                        | ∫                                                         | 547, 550, 553, 555, 556 1348, 1362, 1376 |                                                           |
| ∫                                                         | ∫                                                         | Nyársapát, iskola                                         | ∫                                                         | 13                                                        | ∫                                                         | 547, 550, 556 S20 , gyorsvonat |                                                           |
| ∫                                                         | ∫                                                         | Nyársapát, községháza bejárati út                         | ∫                                                         | 12                                                        | ∫                                                         | 547, 550, 556 |                                                           |
| ∫                                                         | 0                                                         | Nyársapát, autóbusz-forduló végállomás                    | ∫                                                         | 11                                                        | ∫                                                         | 547, 550, 556 |                                                           |
| ∫                                                         | 1                                                         | Nyársapát, községháza bejárati út                         | ∫                                                         | 10                                                        | ∫                                                         | 547, 550, 556 |                                                           |
| ∫                                                         | 2                                                         | Nyársapát, iskola                                         | ∫                                                         | 9                                                         | ∫                                                         | 547, 550, 556 S20 , gyorsvonat |                                                           |
| ∫                                                         | 3                                                         | Nyársapáti elágazás                                       | 8                                                         | 8                                                         | 3                                                         | 547, 550, 553, 555, 556 1348, 1362, 1376 |                                                           |
| 18                                                        | 4                                                         | Hosszúdűlő                                                | 7                                                         | 7                                                         | ∫                                                         | 547, 550, 555, 556 |                                                           |
| 19                                                        | 5                                                         | Csemői bekötő út                                          | 6                                                         | 6                                                         | ∫                                                         | 547, 550, 555, 556 |                                                           |
| 20                                                        | 6                                                         | Gál kastély                                               | 5                                                         | 5                                                         | ∫                                                         | 547, 550, 555 |                                                           |
| 21                                                        | 7                                                         | Nagykőrös, zártkertek                                     | 4                                                         | 4                                                         | ∫                                                         | 547, 550, 555 |                                                           |
| 22                                                        | 8                                                         | Nagykőrös, BONDUELLE konzervgyár                          | 3                                                         | 3                                                         | ∫                                                         | 547, 550, 555 |                                                           |
| 23                                                        | 9                                                         | Nagykőrös, Hotel Cifra                                    | 2                                                         | 2                                                         | 2                                                         | 547, 550, 551, 553, 555 1348, 1362, 1376 |                                                           |
| 24                                                        | 10                                                        | Nagykőrös, strandfürdő                                    | 1                                                         | 1                                                         | 1                                                         | 547, 550, 555 |                                                           |
| 25                                                        | 11                                                        | Nagykőrös, Szabadság tér végállomás                       | 0                                                         | 0                                                         | 0                                                         | 543, 544, 545, 546, 547, 548, 549, 550, 551, 553, 555 1348, 1362, 1376, 1464 |                                                           |